# ベーシスト

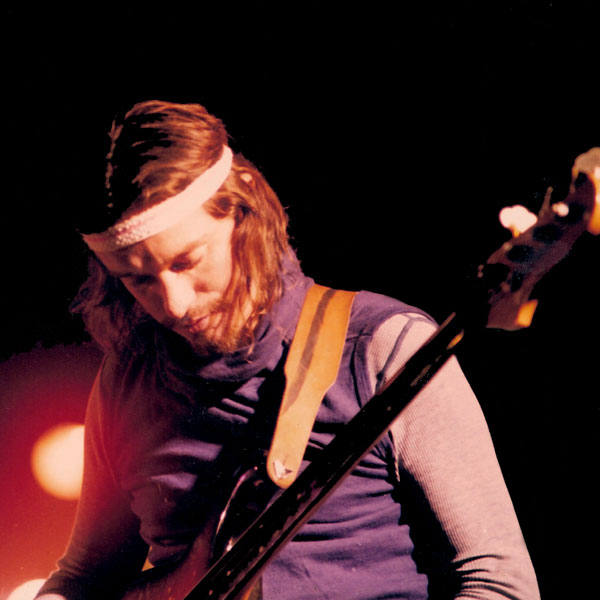
ジャズ・フュージョンの有名ベーシストだったジャコ・パストリアス（1951年-1987年）。ウェザー・リポートでの活動、ジョニ・ミッチェルやパット・メセニーとのコラボレーション、彼自身のソロプロジェクトなどで知られる。

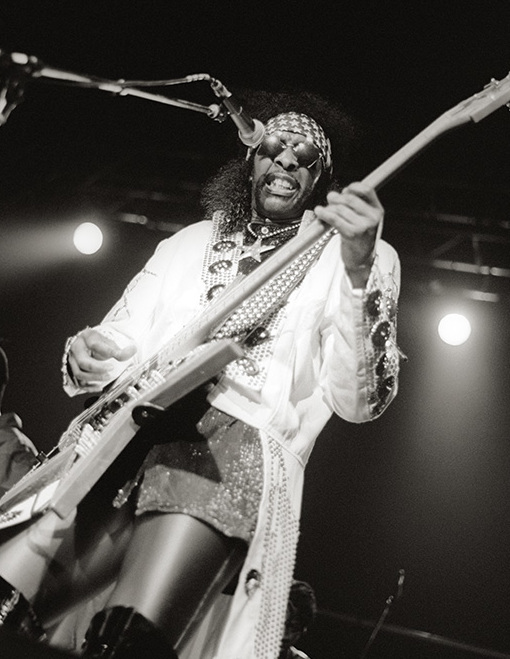
ブーツィ・コリンズin Germany, 1998

ベーシスト（Bassist）またはベースプレイヤー（Bass player）は、ベースを演奏するミュージシャンである。ベースにはダブルベース（コントラバス）やエレクトリックベースなど様々な種類があるが、奏者は一様にベーシストと呼ばれる。ベーシストはロック、ファンク、R&B、レゲエ、ジャズなど、多くの音楽ジャンルで演奏を行う。またベーシストは、ドラマーとともにリズム隊としてビートを支える役割を担っている。

## 概要
エレクトリックベースギターは1940年代後半に開発され、その後ファンク、R&B、ソウルミュージック、ロック、レゲエ、ジャズ/クロスオーバー、フュージョン、ハードロック/ヘヴィメタル、ポップ・ミュージックのリズム楽器として使用されるようになった。またアコースティック楽器であるダブルベース（ウッドベース）は、ジャズ、クラシック音楽、フォーク、ブルーグラス、ロカビリー、ネオロカビリー、カントリーのリズム楽器だった。
弦楽器以外の楽器がベースとして機能している例がある、チューバやスーザフォンなどの低音金管楽器が、ディキシーランド・ジャズやニューオーリンズ・ジャズのバンドのベースとして用いられている。一般的に低音金管楽器奏者がベーシストとは呼称されないが、音楽的役割は似ている。
ベーシストは主にエレクトリックベースとダブルベース、2つある楽器の内どちらか、もしくは両方を担当している。
これらベーシストたち、モンク・モンゴメリー、スティーブ・スワロー、ブーツィー・コリンズ、ラリー・グラハム、フレッド・トーマス、ロバート・クール・ベル、マーシャル”ロック”ジョーンズ、バーナード・エドワーズ、アンディ・フレイザー、メル・サッチャー、ビル・ワイマン、ポール・マッカートニーらが、1950年代から60年代、そして現在に至るまで、主にエレクトリックベースギターを使用してきた。
1980年にデビューしたストレイ・キャッツのベーシストであるリー・ロッカーら、ネオロカビリー・バンドのベーシストは、当時ポピュラーミュージックでは定番となっていたエレクトリックベースギターではなくダブルベース（コントラバス）を使用していた。

## 著名なベーシスト

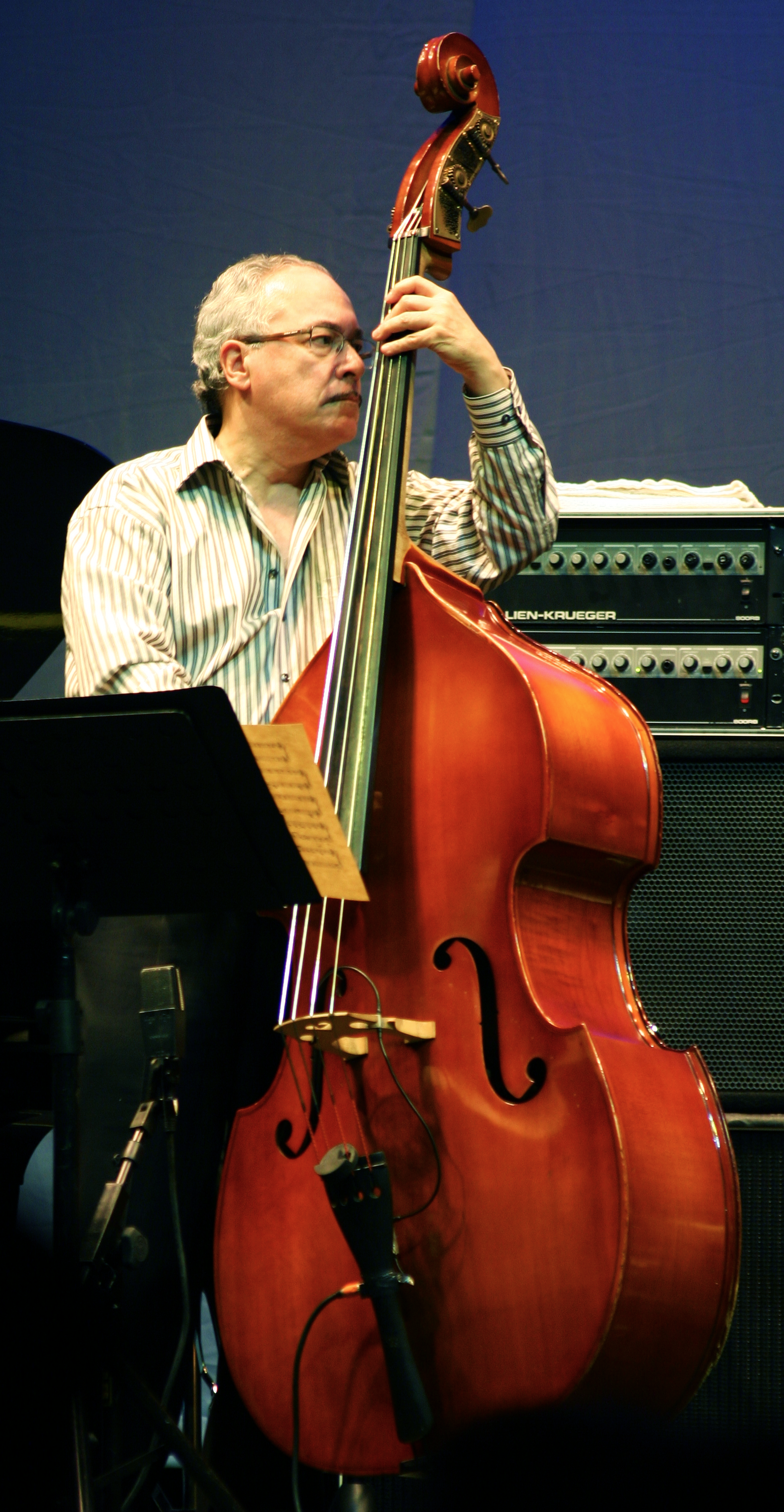
ジャズベーシストのエディ・ゴメス。

### 海外ベーシスト
※以下アイウエオ順
ア行
- アドリアン・フェロー（英語版）(フランスのベーシスト)
- アラン・カロン（英語版）（UZEB（英語版）、カナダのベーシスト）
- アンソニー・ジャクソン
- ウィリー・ウィークス
- ウィルトン・フェルダー（ザ・クルセイダーズ）
- エティエンヌ・ムバッペ（フランス語版）(フランスのベーシスト)
- エディ・ゴメス
- エドガー・メイヤー
- オスカー・ペティフォード

カ行
- カルロス・ベナベン（英語版）（スペインのベーシスト）
- キャロル・ケイ
- クリス・スクワイア
- クリスチャン・ガルベス（スペイン語版）（チリのベーシスト）
- クリスチャン・マクブライド
- クリフ・ウィリアムズ
- グレッグ・レイク
- ゲディー・リー

サ行
- ジェフ・バーリン
- ジェームス・ジェマーソン
- シド・ヴィシャス
- ジミー・ギャリソン
- ジャック・キャサディ（英語版）（ジェファーソン・エアプレイン、ホット・ツナ（英語版））
- ジャック・ブルース
- ジャコ・パストリアス
- ジョー・オズボーン
- ジョン・ウェットン
- ジョン・ディーコン（クイーン）
- ジョン・パティトゥッチ
- ジョン・エントウィッスル
- スコット・ラファロ
- スタンリー・クラーク
- スチュワート・ゼンダー
- スティーブ・スワロー
- スティング

タ行
- ダグ・ウィンビッシュ（英語版）（リヴィング・カラー）
- タル・ウィルケンフェルド
- チャック・レイニー
- チャールズ・ミンガス
- ティム・ボガード（ヴァニラ・ファッジ）
- トニー・グレイ
- トニー・レヴィン
- ドミニク・ディ・ピアッツァ

ナ行
- ニコ・アスンサォン（英語版）（ブラジルのベーシスト）
- ニールス・ペデルセン
- ネイザン・イースト

ハ行
- バキティ・クマロ（英語版）（南アフリカのベーシスト、ポール・サイモン『グレイスランド』の演奏が有名）
- バスター・ウィリアムス
- バニー・ブルネル（フランスのベーシスト）
- ヴィクター・ウッテン
- ピノ・パラディーノ
- ビリー・シーン（MR. BIG）
- ビル・ワイマン（ローリング・ストーンズ）
- フィル・レッシュ（グレイトフル・デッド）
- フェニックス（リンキン・パーク）
- ブーツィー・コリンズ
- フリー（レッド・ホット・チリ・ペッパーズ）
- ポール・マッカートニー
- ボブ・ボーグル（ザ・ベンチャーズ）

マ行
- マーカス・ミラー
- マシュー・ギャリソン（英語版）
- ミシェル・ンデゲオチェロ
- ミロスラフ・ヴィトウス

ヤ行
- ヨナス・エルボーグ

ラ行
- ラリー・グラハム
- リチャード・ボナ
- リンレイ・マルト（フランス語版）（フランスのベーシスト）
- レイ・ブラウン
- ロブ・ワッサーマン
- ロン・カーター
- ロンダ・スミス

### 国内ベーシスト
※以下あいうえお順
あ行
- 新井和輝
- いかりや長介（ザ・ドリフターズ）
- ISAKICK
- 犬塚弘
- 井野信義
- 岡沢章
- 納浩一
- 織原良次（フレットレスベース奏者）
- 恩田快人

か行
- 亀田誠治（東京事変）
- 川上シゲ（カルメンマキ&OZ）
- キタニタツヤ
- 北山修
- 休日課長
- KenKen（RIZE）

さ行
- 櫻井哲夫（カシオペア）
- 沢田泰司
- 重廣誠
- 鈴木勲
- 鈴木良雄
- 須藤満

た行
- 高水健司
- 田淵智也

な行
- 中村正人（ドリームズ・カム・トゥルー）
- 鳴瀬喜博（カシオペア）

は行
- ハマ・オカモト（オカモトズ）
- 細野晴臣（YMO）
- 堀江晶太

ま行
- 松井常松（BOØWY）

や行
ら行
- ルイズルイス加部（ザ・ゴールデン・カップス、ピンククラウド）